# オーサムリザルト
オーサムリザルト（欧字名:Awesome Result、2020年4月2日 - ）は、アメリカ合衆国生産、日本調教の競走馬。主な勝ち鞍は2024年のエンプレス杯、ブリーダーズゴールドカップ、2025年のクイーン賞。
馬名の意味は、「素晴らしい結果」。

## 経歴

### 2歳（2022年）
11月26日阪神ダート1800mの2歳新馬戦に武豊鞍上に迎え2番人気で出走。好位追走から直線で鋭く脚を伸ばして先頭に立つと後続に2馬身半差をつけデビュー戦を飾る。レース後、左前球節の剥離骨折が判明し、全治3か月と診断され休養に入った。

### 3歳（2023年）
6月10日阪神ダート1800mの3歳上1勝クラスで実戦復帰。川田将雅とのコンビで挑み、レースでは道中3・4番手追走から直線で抜け出すと後続に3馬身差をつけ2勝目を挙げる。武豊に鞍上を戻した9月23日阪神ダート1800mの3歳上2勝クラスでは中団待機からしぶとく脚を伸ばすと最後はサイモンザナドゥの追撃を1馬身1/4差振り切り3連勝とすると、戸崎圭太とコンビを組んだ11月18日の晩秋ステークスでは2番手追走から楽に抜け出すと最後は中団から脚を伸ばしたメイプルリッジに2馬身半の差をつけ4勝目をマークしてオープン入りを果たした。

### 4歳（2024年）
2月3日のアルデバランステークスでは後方追走から徐々に進出し、直線で一気に先頭に立つと一度はハピに交わされるも最後は差し返してオープン特別初勝利を飾り、5連勝とする。重賞初挑戦となった5月8日のエンプレス杯(JpnII)では好スタートからハナを奪うと、最後の直線では中団から追い上げてきたグランブリッジの追撃をクビ差振り切って逃げ切り勝ちを収め、重賞初制覇を果たした。8月27日、ブリーダーズゴールドカップ(JpnIII)に出走。道中3番手の好位でレースを進めると4コーナーカーブ手前で先頭に立ち、直線で後続を大きく突き放し5馬身、1秒の差をつけ7連勝を飾った。
10月、ブリーダーズカップ・ディスタフ出走のため渡米しデルマー競馬場入りする。しかしレース当日の出走前歩様検査で、現地の獣医から「怪我のため出走を認めない」と判断が下された。関係者によれば「元々歩様が独特な馬なので誤解されやすい」「日本での映像なども持っていって（獣医に）見せ、これが正常であると訴えた」ものの判断は覆らず、結局出走取消となった。

### 5歳(2025年)
2月11日、年明け初戦にクイーン賞(JpnIII)にトップハンデ57kgを背負い出走。2番手でレースを進めると、直線残り100mで逃げ粘るアンモシエラを差しきり1馬身差の完勝で8連勝を飾った。
5月14日、連覇が懸かるエンプレス杯(JpnⅡ)に単勝オッズ1.2倍の断然1番人気に支持され出走。道中3番手の好位につけるも、出入りの激しい流れに呑まれ逃げ粘るテンカジョウをアタマ差捉えきれず2着に惜敗。デビューからの連勝記録は「8」でストップとなった。

## 競走成績
以下の内容は、JBISサーチおよびnetkeiba.comに基づく。
| 競走日     | 競馬場   | 競走名         | 格     | 距離（馬場）  | 頭 数 | 枠 番 | 馬 番 | オッズ （人気） | 着順 | タイム （上り3F） | 着差 | 騎手      | 斤量 [kg] | 1着馬（2着馬）       | 馬体重 [kg] |
| ---------- | -------- | -------------- | ------ | ------------- | ----- | ----- | ----- | --------------- | ---- | ----------------- | ---- | --------- | --------- | -------------------- | ----------- |
| 2022.11.26 | 阪神     | 2歳新馬        |        | ダ1800m（稍） | 16    | 4     | 7     | 003.80（2人）   | 01着 | R1:53.6（37.4）   | -0.4 | 0武豊     | 54        | （クールミラボー）   | 490         |
| 2023.06.10 | 阪神     | 3歳上1勝クラス |        | ダ1800m（稍） | 13    | 7     | 10    | 001.40（1人）   | 01着 | R1:51.2（36.4）   | -0.5 | 0川田将雅 | 53        | （ダンテバローズ）   | 500         |
| 0000.09.23 | 阪神     | 3歳上2勝クラス |        | ダ1800m（稍） | 16    | 5     | 9     | 001.30（1人）   | 01着 | R1:52.6（37.6）   | -0.2 | 0武豊     | 53        | （サイモンザナドゥ） | 498         |
| 0000.11.18 | 東京     | 晩秋S          | 3勝    | ダ2100m（重） | 16    | 7     | 13    | 002.30（1人）   | 01着 | R2:09.3（36.8）   | -0.4 | 0戸崎圭太 | 53        | （メイプルリッジ）   | 494         |
| 2024.02.03 | 京都     | アルデバランS  | OP     | ダ1900m（良） | 12    | 8     | 12    | 002.00（1人）   | 01着 | R1:57.4（36.5）   | -0.1 | 0武豊     | 54        | （ハピ）             | 490         |
| 0000.05.08 | 川崎     | エンプレス杯   | JpnII  | ダ2100m（稍） | 12    | 7     | 10    | 002.60（1人）   | 01着 | R2:14.5（39.3）   | -0.1 | 0武豊     | 55        | （グランブリッジ）   | 487         |
| 0000.08.27 | 門別     | ブリーダーズGC | JpnIII | ダ2000m（不） | 12    | 8     | 11    | 001.10（1人）   | 01着 | R2:04.0（38.6）   | -1.0 | 0武豊     | 57        | （デリカダ）         | 498         |
| 0000.11.02 | デルマー | BCディスタフ   | G1     | ダ1800m（良） | 7     |       |       |                 |      | 出走取消          | -    | 0武豊     | 56        | Thorpedo Anna        | 計不        |
| 2025.02.11 | 船橋     | クイーン賞     | JpnIII | ダ1800m（良） | 7     | 7     | 7     | 001.20（1人）   | 01着 | R1:52.4（37.5）   | -0.2 | 0武豊     | 57        | （アンモシエラ）     | 499         |
| 0000.05.14 | 川崎     | エンプレス杯   | JpnII  | ダ2100m（稍） | 11    | 5     | 5     | 001.20（1人）   | 02着 | R2:15.2（39.3）   | -0.0 | 0武豊     | 55        | テンカジョウ         | 501         |

- 競走成績は2025年5月14日現在

## 血統表
| オーサムリザルトの血統 | オーサムリザルトの血統              | オーサムリザルトの血統              | （血統表の出典）                    | （血統表の出典） |
| 父系                   | ストームキャット系/ストームバード系 | ストームキャット系/ストームバード系 | ストームキャット系/ストームバード系 | [ § 2 ]          |
| 父 Justify 栗毛 2015   | 父の父Scat Daddy 黒鹿毛 2004        | *ヨハネスブルグ                     | *ヘネシー                           | *ヘネシー        |
| 父 Justify 栗毛 2015   | 父の父Scat Daddy 黒鹿毛 2004        | *ヨハネスブルグ                     | Myth                                |                  |
| 父 Justify 栗毛 2015   | 父の父Scat Daddy 黒鹿毛 2004        | Love Style                          | Mr. Prospector                      | Mr. Prospector   |
| 父 Justify 栗毛 2015   | 父の父Scat Daddy 黒鹿毛 2004        | Love Style                          | Likeable Style                      |                  |
| 父 Justify 栗毛 2015   | 父の母Stage Magic 栗毛 2007         | Ghostzapper                         | Awesome Again                       | Awesome Again    |
| 父 Justify 栗毛 2015   | 父の母Stage Magic 栗毛 2007         | Ghostzapper                         | Baby Zip                            |                  |
| 父 Justify 栗毛 2015   | 父の母Stage Magic 栗毛 2007         | Magical Illusion                    | Pulpit                              | Pulpit           |
| 父 Justify 栗毛 2015   | 父の母Stage Magic 栗毛 2007         | Magical Illusion                    | Voodoo Lily                         |                  |
| 母 Blossomed 鹿毛 2003 | 母の父Deputy Minister 黒鹿毛 1979   | Vice Regent                         | Northern Dancer                     | Northern Dancer  |
| 母 Blossomed 鹿毛 2003 | 母の父Deputy Minister 黒鹿毛 1979   | Vice Regent                         | Victoria Regina                     |                  |
| 母 Blossomed 鹿毛 2003 | 母の父Deputy Minister 黒鹿毛 1979   | Mint Copy                           | Bunty's Flight                      | Bunty's Flight   |
| 母 Blossomed 鹿毛 2003 | 母の父Deputy Minister 黒鹿毛 1979   | Mint Copy                           | Shakney                             |                  |
| 母 Blossomed 鹿毛 2003 | 母の母Texas Cinema 鹿毛 1990        | Mt. Livermore                       | Blushing Groom                      | Blushing Groom   |
| 母 Blossomed 鹿毛 2003 | 母の母Texas Cinema 鹿毛 1990        | Mt. Livermore                       | Flama Ardiente                      |                  |
| 母 Blossomed 鹿毛 2003 | 母の母Texas Cinema 鹿毛 1990        | French Flick                        | Silent Screen                       | Silent Screen    |
| 母 Blossomed 鹿毛 2003 | 母の母Texas Cinema 鹿毛 1990        | French Flick                        | Tres Jolie                          |                  |
| 母系(F-No.)            | (FN:16-g)                           | (FN:16-g)                           | (FN:16-g)                           | [ § 3 ]          |
| 5代内の近親交配        | Deputy Minister：5×2                | Deputy Minister：5×2                | Deputy Minister：5×2                | [ § 4 ]          |
| 出典                   | 1. 2. 3. 4.                         | 1. 2. 3. 4.                         | 1. 2. 3. 4.                         | 1. 2. 3. 4.      |

- 半姉Sippican Harbor（父Orb）は2018年スピナウェイステークス（米G1）勝ち馬。
- 大伯父に1990年レーシングポストトロフィー（英G1）勝ち馬のPeter Daviesがいる。